# Середницький Леонід Михайлович
Леонід Михайлович Середницький (нар. 20 вересня 1941, с. Вербовець, нині Лановецького району Тернопільської області, Україна) — український вчений у галузі нафтогазової промисловості, господарник, громадський діяч.
Кандидат технічних наук (1967), академік Української нафтогазової академії, її віце-президент. Заслужений працівник промисловості України (2004). Почесний нафтовик СРСР; почесний розвідник надр України (2001); грамота ВР України (2003) та інші нагороди.

## Життєпис
Закінчив Львівський політехнічний інститут (1962, нині національний університет «Львівська політехніка»).
У 1962—1995 — інженер, директор Українського НДІ нафти і газу, голова правління ВАТ «Український нафтогазовий інститут».
Від 1969 — головний інженер нафтогазової промисловості при Міністерстві промисловості та енергетики Алжиру, 1981 — відповідальний виконавець проектів розробки нафтових родовищ Куби.
У 1995—1998 — заступник начальника відділу розробки і підвищення нафтовіддачі пластів, начальник Управління геологорозвідувальних робіт та розробки родовищ нафти і газу, від 2000 — заступник начальника Департаменту з видобування газу й нафти НАК «Нафтогаз України».

## Доробок
Автор та співавтор понад 100 наукових праць і винаходів.